# André Beaudin (homme politique)
Cet article concerne le député. Pour le peintre, voir André Beaudin.
Pour les articles homonymes, voir Beaudin.
André Beaudin, né à Grande-Rivière, le 22 février 1942, est un homme politique québécois et ancien député libéral de la circonscription Gaspé à l'Assemblée nationale du Québec.

## Biographie
Il est titulaire d'un baccalauréat ès arts de l'Université Laval obtenu en 1964, ainsi que d'un baccalauréat en pédagogie de l'Université du Québec à Rimouski en 1981 et un certificat en administration de l'École nationale d'administration publique en 1982. 
Il commence sa carrière en tant qu'attaché d'administration chez Simco à Montréal de 1963 à 1964. Il est professeur de mathématiques et de physique à la Commission scolaire de la Péninsule de 1964 à 1969 et conseiller pédagogique de 1969 à 1972. Il devient ensuite directeur d'école et directeur général adjoint à la Commission scolaire de Rocher-Percé de 1972 à 1985. 
De 1967 à 1972, il est président de la Chambre de commerce de Grande-Rivière. Il est commandant d'une unité de milice de 1967 à 1971. André Beaudin est administrateur dans plusieurs conseils, soit le Conseil régional de développement et du Bureau d'aménagement de l'Est du Québec de 1967 à 1972, du Sanatorium Ross de 1972 à 1978, de la Société nationale d'habitation de 1976 à 1985, de la Commission de développement industriel de 1978 à 1981 et de l'Association des directeurs d'école de la Gaspésie de 1979 à 1983. Il est également président du comité jeunesse de la Société de la Croix-Rouge de 1976 à 1985, membre des Chevaliers de Colomb et président de la Commission d'aménagement de Grande-Rivière de 1980 à 1983.  

## Carrière politique
De 1967 à 1974, il est conseiller municipal de Grande-Rivière, puis maire de 1976 à 1980.  
En 1985, il se présente comme candidat libéral dans Gaspé, où il est élu. Il est réélu en 1989. Pendant ses mandats, il est adjoint parlementaire au ministre délégué aux Pêcheries de février 1986 à septembre 1989 et au ministre de l'Agriculture, des Pêcheries et de l'Alimentation de novembre 1989 à juillet 1994. Il ne s'est pas représenté en 1994.

## Vie après la politique
Après sa carrière politique, il est directeur du Centre de formation en entreprises de récupération de Rocher-Percé de 1994 à 1997. Il prend sa retraite en 1997. 
De 1995 à 1998, il est président du conseil d'administration de la base de plein air de Bellefeuille. Il est aussi vice-président de la Chambre de commerce de Grande-Rivière de 2000 à 2004, président-fondateur de la coopérative d'habitation l'Aster de la MRC du Rocher-Percé depuis 2001, ainsi que vice-président de la Fondation du Carrefour national de l'aquaculture et de la pêche du Québec à compter de 2007.

## Distinctions et prix
Il reçoit le prix Personnalité aînée 2014 de la région Gaspésie−Îles-de-la-Madeleine. Il est également décoré de l'Ordre de la Gaspésie en février 2016.